# Благие намерения (фильм, 1984)
«Благие намерения» — советский фильм 1984 года режиссёра Андрея Бенкендорфа, экранизация одноимённой повести Альберта Лиханова.

## Сюжет
В провинциальную школу-интернат приходит работать выпускница пединститута и становится воспитательницей младшей группы детей.

Она не только заменит малышам мать, но и попытается помочь им найти новую семью, друзей. О том, как воплощаются в жизнь благие намерения учительницы и людей, решивших ей помочь, и рассказывает фильм, иногда излишне трогательно, но всегда с акцентированной гражданской страстью. Режиссер А.Бенкендорф намеренно избегает сугубо мелодраматических ситуаций. Он старается сделать повествование емким, максимально волнующим, что бы судьба каждого маленького героя по настоящему впечатляла, принуждала задуматься над затронутыми проблемами. Этой цели активно со действует центральный образ ленты учительницы Нади в своеобразном исполнении М. Яковлевой. Это еще наивный, но настойчивый педагог. Надя идет на трудности, экспериментирует, не желая оставаться лишь регистратором того, что происходит в интернате. — Современный кинопроцесс и действительность, 1986. - 176 с. - с. 17

## В ролях
- Марина Яковлева — Надежда Георгиевна, воспитательница младшей группы школы-интерната
- Юрий Платонов — Аполлон Аполлинариевич, директор школы-интерната
- Маша Баленко — Анечка Невзорова
- Алена Мущицкая — Аллочка Ощепкова
- Надя Лубочкова — Зинка Пермякова
- Алёша Кваснюк — Сева Агапов
- Сережа Семянов — Коля Урванцев
- Сергей Варчук — Виктор Лобов, сотрудник редакции
- Эмилия Сердюк — Лепестинья, Липа, квартирная хозяйка Нади
- Римма Маркова — Елена Евгеньевна, завуч
- Людмила Сосюра — Агнесса Даниловна Запорожец
- Вячеслав Воронин — Игорь Павлович Запорожец
- Светлана Тормахова — Лариса Петровна Невзорова, мать Анечки, лишена родительских прав
- Раиса Куркина — Евдокия Петровна Салтыкова, стоматолог
- Николай Шутько — Никанор Никанорович Парамонов, подполковник в отставке
- Галина Долгозвяга — Анна Петровна Поварёжкина, многодетная мать, бухгалтер
- Лесь Сердюк — Семён Петрович Поварёжкин, шофёр
- Варвара Сошальская — Наталья Ивановна Макарова, директор детдома
- Регина Темир-Булат — Нонна Самвеловна
- Людмила Лобза — Маша
- Леонид Яновский — Степан Иванович
- Виктор Мирошниченко — Глушко, участковый
- Иван Матвеев — сторож

## Награды
- 1985 — XVIII Всесоюзный кинофестиваль (Минск):[1] в программе художественных фильмов для детей и юношества приз жюри фильму[2].
- 1985 — VIII Украинский республиканский кинофестиваль детских и юношеских фильмов (Хмельницкий), посвященном 40-летию Победы советского народа в Великой Отечественной войне (Хмельницкий, 1985), — главный приз Госкино УССР за лучший фильм творческому коллективу; детское жюри — приз «Лучший фильм фестиваля»; диплом актрисе М.Яковлевой.
- Приз и диплом Министерства просвещения СССР Московского Кинофестиваля — 1985 г.
- Специальный приз Московского Кинофестивая детских и юношеских фильмов в Хихоне — 1985 г.